# Trichophysetis nesias
Trichophysetis nesias là một loài bướm đêm trong họ Crambidae.